# Pterolophia dohrni
Pterolophia dohrni är en skalbaggsart som först beskrevs av Francis Polkinghorne Pascoe 1875.  Pterolophia dohrni ingår i släktet Pterolophia och familjen långhorningar.
Artens utbredningsområde är Sri Lanka. Inga underarter finns listade i Catalogue of Life.